# 屈葬

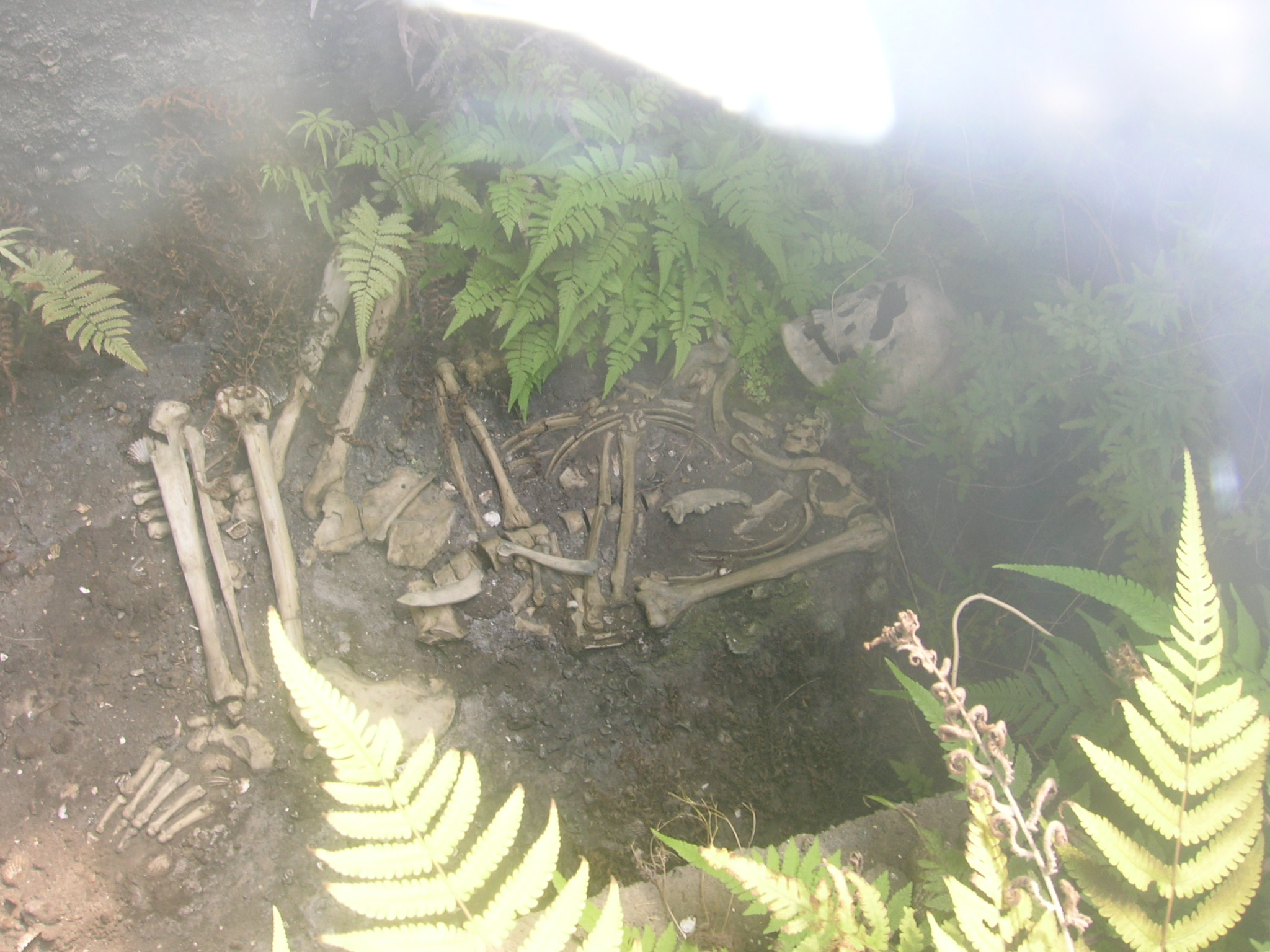
屈葬

屈葬（くっそう、Flexed burial）とは、文化人類学や考古学において埋葬の際、死者に手足を折り曲げた姿勢をとらせた方法、または、そのような埋葬の状態をいう。蹲葬（そんそう）という人もいる。
上体が寝ていて背を下にした、つまりあおむけの屈葬を仰臥屈葬、横腹を下にした形を横臥屈葬、腹を下にした形を俯臥屈葬という。また上体を立てた形を座位屈葬という。屈葬の程度にも膝頭が胸に密着する姿勢もあれば、伸展葬というには、膝が曲がっていて、伸展葬を意識した埋葬の方法をとっていないものまで、埋葬の姿勢のみでは定義しきれない部分もある。屈葬を行った理由としては、墓坑を掘る労力の節約、休息の姿勢、胎児の姿を真似ることによる再生を祈る、死者の霊が生者へ災いを及ぼすのを防ぐため、など様々な説がある。近年まで日本で行われていた座棺による土葬も屈葬の一種である。